# Hans Vogt (compositor)
Hans Vogt   (Gdańsk, 14 de maig de 1911 - Metterich, 19 de maig de 1992) compositor i director d'orquestra alemany.

## Carrera
Nascut a Danzig, Vogt va estudiar amb Georg Schumann i Otto Frickhoeffer a l'"Akademie der Künste" de Berlín del 1929 al 1934. Des del 1934 va treballar a Minden com a violoncel·lista, pianista i director d'orquestra. El 1935 va ser nomenat Kapellmeister a l'Òpera de Bielefeld i el 1937 al "Landestheater Detmold". Aquell mateix any es va unir al partit nazi (número de registre 5.653.178). Des de 1938 fins a 1944 va ser capellister del "Stralsunder Theatre", i després director musical de Stralsund, on també va ser president del Ministeri d'Arts.
A la postguerra, Vogt va viure primer el 1949 com a compositor independent a Neckargemünd. Del 1951 al 1978 va dirigir una classe de composició a la Musikhochschule de Mannheim-Heidelberg. El 1971 va ser nomenat professor. Entre els seus estudiants hi havia Barbara Heller.
Vogt va compondre dues òperes, Die Stadt hinter dem Strom sobre la novel·la d'Hermann Kasack i Athenerkomödie (The Metropolitans) en un llibret de Christopher Middleton després d'un fragment de Menander. Vogt va escriure una simfonia, dos concerts per a orquestra, dos per a piano, un concert per a violí, un concert per a violoncel, Serenata i tarantella per a viola i conjunt de cambra, música de cambra i Lieder. La seva música sacra incloïa un Rèquiem, dos oratoris de cambra, una cantata, un Magnificat i altres músiques corals. En particular, va compondre el salm 129, De profundis clamavi ad te, Domine, per a un cor mixt de set parts a cappella (1951), una música de la passió Ihr Töchter von Jerusalem, weinet nicht über mich en llatí i alemany per a tenor, cor mixt i percussió (1973), i un Canticum Simeonis per a cor i flauta mixta (1976).
La primera òpera de Vogt, Die Stadt hinter dem Strom, va ser escrita originalment per a la ràdio i estrenada a Nordwestdeutscher Rundfunk i BBC Radio el 1952. Posteriorment, Vogt va adaptar l'obra a l'escenari i, com a peça de teatre en viu, l'òpera es va representar per primera vegada al "Hessisches Staatstheater Wiesbaden" el 1955 com a part de la "Internationale Maifestspiele Wiesbaden". Per a les seves òperes, Vogt va col·laborar personalment amb els llibretistes, Hermann Kasack (Die Stadt hinter dem Strom) i Christopher Middleton (The Metropolitans). Erich Fried, junt amb el compositor, va traduir el llibret anglès de Middleton a l'alemany. En un obituari per a l'editor i musicòleg Fritz Oeser que va escriure Vogt, el compositor va recordar com, durant els assajos de Die Stadt hinter dem Strom, Oeser li havia demanat que vingués a Wiesbaden per canviar el Chorprolog (pròleg coral), també que Oeser trobava a faltar un el clímax en una determinada escena de l'acte 3 i va prometre pagar per un canvi. El llibret de Kasack va ser publicat per Suhrkamp el 1955. L'òpera Athenerkomödie (The Metropolitans) de Vogt es va estrenar al "Nationaltheater Mannheim" el 1964, la va revisar el 1967.
Vogt va compondre obres vocals seculars inspirades en poemes d'Hermann Kasack, Christopher Fry, W. H. Auden, T. S. Eliot, Gerard M. Hopkins, Aesop's Fables, poemes de Christopher Middleton, Gertrud Kolmar, Horace, Eduard Mörike i Gottfried Benn. La música de cambra de Vogt sense teclat inclou un trio per a flauta, viola i arpa (1951, revisat el 1989), un trio de corda, quatre quartets de corda, un quintet de corda, un sextet de corda, un octet de corda, duos per a violí i contrabaix, violí i violoncel, violí i viola, violoncel i contrabaix, i música per a instruments solistes. Amb teclat, va compondre obres per a piano sol, piano a quatre mans, dos pianos, un quintet per a flauta, oboè, violí, fagot i clavicèmbal (1958), Konzertante Sonate für 17 Soloinstrumente, una sonata concertante per a 17 instruments solistes (1959), Dialoge für Klavier, Violine und Violoncello (diàlegs per a trio de piano, 1960), i treballa amb piano per a instruments solistes de violoncel, violí i oboè.
La música de Vogt va ser publicada per Breitkopf & Härtel, Bärenreiter i Bote & Bock. També va publicar llibres, Neue Musik seit 1945 (New Music since 1945), ISBN 3-15-010203-0, i Johann Sebastian Bachs Kammermusik: Voraussetzungen, Analysen, Einzelwerke (La música de cambra de Johann Sebastian Bach: antecedents, anàlisi, obres), Stuttgart 1981, ISBN 3-15-010298-7. Aquest últim va ser traduït a l'anglès i publicat a Portland, Oregon, el 1988, ISBN 0-931340-04-7, i al castellà, publicat a Barcelona el 1993, ISBN 84-335-7880-4.
Vogt va morir a Metterich el 1992 a l'edat de 81 anys.